# Flora MacDonald (politica)
Flora Isabel MacDonald (North Sydney, 3 giugno 1926 – Ottawa, 26 luglio 2015) è stata una politica umanitaria canadese, prima donna ministro degli Esteri del Canada nel 1979. È stata anche una delle prime donne a contendersi la leadership di un importante partito politico canadese, i "Conservatori Progressisti". Divenne una stretta alleata del primo ministro Joe Clark, prestando servizio nel suo gabinetto dal 1979 al 1980, così come nel gabinetto del primo ministro Brian Mulroney dal 1984 al 1988.
Negli ultimi anni della sua vita, era nota per il suo lavoro umanitario all'estero. Jimmy Carter ha detto che il 90% del contributo alla liberazione degli ostaggi americani in Iran dovrebbe essere attribuito a lei e a Kenneth D. Taylor.  La città di Ottawa ha riconosciuto MacDonald l'11 luglio 2018, nominando una nuova passerella per biciclette e un ponte pedonale (aperto nel 2019) sul canale Rideau: la passerella Flora Footbridge.

## Biografia
MacDonald nacque a North Sydney, in Nuova Scozia, figlia di Mary Isabel Royle e George Frederick MacDonald. Era di origini scozzesi. Suo nonno era stato un capitano di clipper che navigava in Africa e Sud America. Suo padre era responsabile del capolinea telegrafico transatlantico della Western Union a North Sydney.
In gioventù, Macdonald si formò come segretaria all'Empire Business College e trovò lavoro come cassiera di banca presso la Bank of Nova Scotia. Usò i suoi risparmi per recarsi in Gran Bretagna nel 1950, dove si unì a un gruppo di nazionalisti scozzesi che rubarono la Pietra di Scone dall'Abbazia di Westminster e la portarono in Scozia.

## Carriera
Dopo aver attraversato l'Europa in autostop, tornò in Canada e si impegnò in politica, lavorando alla campagna del leader conservatore progressista della Nuova Scozia Robert Stanfield che ottenne una vittoria a sorpresa nelle elezioni provinciali del 1956.
Più tardi, nello stesso anno, fu assunta per lavorare nell'ufficio nazionale del Partito Conservatore Progressista sotto il leader John Diefenbaker, come segretaria del presidente del partito, e lavorò alle campagne elettorali di Diefenbaker del 1957 e del 1958. Nel 1959 lavorava come segretaria nell'ufficio del primo ministro canadese John Diefenbaker.
Continuò a lavorare per il partito in vari ruoli, ma rimase delusa da Diefenbaker e fu licenziata da lui quando seppe del suo sostegno alla campagna del presidente del partito Dalton Camp per una revisione della leadership. Lavorò per il Dipartimento di Studi Politici della Queen's University di Kingston, Ontario, pur continuando a sostenere il campo anti-Diefenbaker e lavorò alla campagna di successo di Robert Stanfield durante le elezioni per la leadership dei Conservatori Progressisti del 1967; lavorò per lui durante le elezioni federali del 1968.

### Eletta in Parlamento
MacDonald fu eletta per la prima volta alla Camera dei Comuni nelle elezioni generali del 1972 come membro del Partito conservatore progressista per l'Ontario di Kingston e le isole. Rimase in parlamento fino alla sua sconfitta nelle elezioni del 1988 da parte del candidato liberale, il futuro presidente Peter Milliken.
Alla convention per la leadership del PC del 1976, divenne la seconda donna a organizzare una seria campagna per la leadership di uno dei principali partiti del Canada. In questo, era stata preceduta da Rosemary Brown, che era arrivata seconda nella sua candidatura del 1975 alla leadership del Nuovo Partito Democratico. Sebbene fosse percepita come una candidata forte per la sua posizione, MacDonald andò peggio del previsto, ottenendo solo 214 voti al primo scrutinio nonostante avesse oltre 300 delegati nel suo campo. Ciò portò gli esperti a coniare le frasi Sindrome di Flora e Fattore Flora per il fenomeno del sostegno promesso ad una donna politica che non si è invece concretizzato. MacDonald si ritirò dopo il secondo scrutinio e incoraggiò i suoi sostenitori a votare per Joe Clark, il vincitore finale.

### Ministro degli Affari Esteri
Clark e MacDonald, entrambi moderati, furono alleati nel corso della loro carriera. Quando Clark divenne Primo Ministro del Canada nel 1979, MacDonald fu la prima donna Segretario di Stato per gli Affari Esteri nella storia canadese e una delle prime donne ministre degli Esteri in tutto il mondo.
Durante il suo mandato, MacDonald dovette affrontare la crisi dei rifugiati vietnamiti che seguì la fine della guerra del Vietnam. MacDonald e il ministro dell'immigrazione Ron Atkey svilupparono un piano in cui il governo federale canadese avrebbe eguagliato il numero di rifugiati sponsorizzati da membri del pubblico in generale, consentendo a più di 60.000 rifugiati vietnamiti di entrare in Canada.
Anche la crisi degli ostaggi in Iran fu una questione importante durante il mandato di MacDonald. Sei diplomatici americani erano sfuggiti al sequestro dell'ambasciata americana da parte di studenti iraniani radicali e avevano cercato rifugio nell'ambasciata canadese a Teheran. MacDonald convinse il gabinetto del primo ministro Joe Clark ad approvare con un ordine del Consiglio l'emissione speciale di passaporti canadesi e di denaro ai sei come parte di un piano per salvare i fuggitivi che sì spacciarono per canadesi e lasciarono il paese con il personale canadese quando l'ambasciata fu chiusa il 28 gennaio 1980. L'operazione di successo divenne nota come Canadian Caper, e fu successivamente drammatizzata nel film vincitore dell'Oscar Argo.
Il mandato di MacDonald come ministro degli Esteri fu di breve durata. Tuttavia, poiché il governo di minoranza di Clark fu sconfitto su un emendamento al bilancio nel dicembre 1979 mentre MacDonald era impegnata in affari di governo a Bruxelles, e i conservatori tornarono ai banchi dell'opposizione nel 1980, riuscì a mantenere il suo seggio.

### Altri incarichi ministeriali

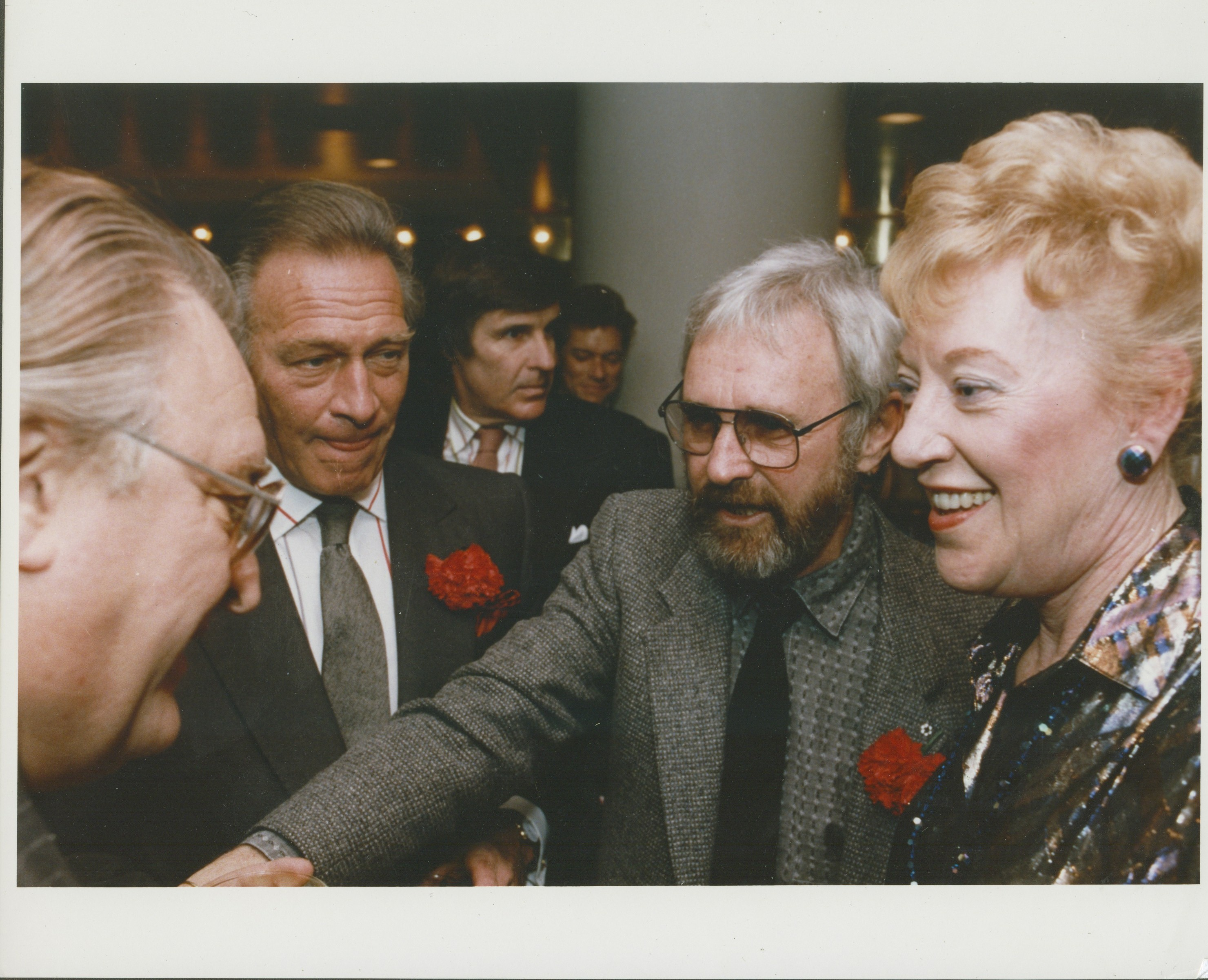
MacDonald (a destra) con Christopher Plummer e Norman Jewison nel 1987

Dopo un periodo all'opposizione, MacDonald tornò al governo grazie alla vittoria del PC nelle elezioni federali del 1984, prima come Ministro dell'Occupazione e dell'Immigrazione dal 1984 al 1986 e poi come Ministro delle Comunicazioni dal 1986 al 1988, sotto il Primo Ministro Mulroney. Si oppose alla spinta di Mulroney per il libero scambio con gli Stati Uniti, ma sostenne ugualmente l'accordo di libero scambio Canada-Stati Uniti  nelle elezioni federali del 1988. Mentre i conservatori progressisti vinsero le elezioni, combattute sulla questione del libero scambio, MacDonald perse il seggio a favore del liberale Peter Milliken. "Pensavo di meritare di meglio che essere sconfitta dopo aver lavorato così duramente", affermò in seguito MacDonald.

### Attività umanitaria
Dopo aver perso il suo seggio nel 1988, MacDonald lasciò la politica e dedicò il suo tempo al lavoro umanitario internazionale. Dal 1992 al 1997 è stata presidente del consiglio di amministrazione dell'International Development Research Centre canadese ed è stata anche presidente del World Federalist Movement-Canada.
Nel 2003, rientrò brevemente sulla scena politica per opporsi alla fusione del Partito Conservatore Progressista del Canada e dell'Alleanza Canadese, ma non fu in grado di impedire il ripiegamento dei PC nel nuovo Partito Conservatore del Canada. Secondo il giornalista Thomas Walkom, alle elezioni federali del 2004 lei votò per il Nuovo Partito Democratico. Fu anche una sostenitrice della Campagna per l'istituzione di un'Assemblea parlamentare delle Nazioni Unite, un'organizzazione che si batte per la riforma democratica delle Nazioni Unite e la creazione di un sistema politico internazionale più responsabile.

### Morte
MacDonald morì a Ottawa il 26 luglio 2015, all'età di 89 anni. La sua scomparsa fu ricordata da parte di tutto lo spettro politico canadese. Peter Milliken, che la sconfisse alle elezioni del 1988, la salutò come una pioniera per le donne in politica e disse che aveva fatto un "lavoro incredibile" come ministro degli Esteri del paese. Rodney MacDonald (nessuna parentela), ex premier della Nuova Scozia, affermò che aveva ispirato generazioni di canadesi ed era stata ampiamente rispettata. Joe Clark, il suo rivale di un tempo per la leadership e in seguito alleato nella politica del PC, dichiarò che "ha cambiato la vita in tutto il nostro paese" e "in tutto il mondo".

## Onorificenze
- Membro del Queen's Privy Council per il Canada il 4 giugno 1979, dandole il prefisso onorifico "The Honourable" e le lettere post-nominali "PC" a vita.[21]
- L'imponente porto di Kingston, con 400 barche e sale di fronte al municipio, è stato chiamato in suo onore Flora MacDonald Confederation Basin.[15]
- Nominata Ufficiale dell'Ordine del Canada nel 1992.[22]
- Ordine dell'Ontario nel 1995.[23]
- Promossa Compagno dell'Ordine del Canada nel 1998.[6]
- Medaglia Pearson per la Pace nel 2000.[24]
- Insignita del Padma Shri, un premio civile, dal governo indiano nel 2004.[25]
- Membro dell'Ordine della Nuova Scozia nel 2007.[26]
- Premio scozzese dell'anno della St. Andrew's Society di Toronto, 2009. [27]
- Canada World Peace Award, assegnato dal World Federalist Movement-Canada, nell'ottobre 2010.[28]
- Membro del Consiglio Consultivo del Dancer Transition Resource Centre.[29]
- Insignita della versione canadese della Queen Elizabeth II Golden Jubilee Medal nel 2002.[30]
- Insignita della versione canadese della Queen Elizabeth II Diamond Jubilee Medal nel 2012.[31]
- Premiata con un Lifetime Achievement Award dalla rivista Maclean's.[32]

## Film
Il tentativo di MacDonald di diventare la prima donna leader dei conservatori progressisti è stato il soggetto del documentario di Peter Raymont del 1977 del National Film Board of Canada Flora: Scenes From a Leadership Convention, presentato in anteprima al Toronto International Film Festival.

## Archivio
Esiste un fondo Flora MacDonald presso la Library and Archives Canada.